# Ізвоареле (Гирда-де-Сус, Алба)
Ізвоареле (рум. Izvoarele) — село у повіті Алба в Румунії. Входить до складу комуни Гирда-де-Сус.
Село розташоване на відстані 339 км на північний захід від Бухареста, 71 км на північний захід від Алба-Юлії, 68 км на південний захід від Клуж-Напоки, 146 км на північний схід від Тімішоари.

## Населення
За даними перепису населення 2002 року в селі проживали 60 осіб, усі — румуни. Усі жителі села рідною мовою назвали румунську.